# Метод внутренней точки
Метод внутренней точки — это метод позволяющий решать задачи выпуклой оптимизации с условиями, заданными в виде неравенств, сводя исходную задачу к задаче выпуклой оптимизации.
Используется в решениях задач по сопромату, математическому моделированию и эконометрике.
Метод внутренних точек был впервые упомянут И. И. Дикиным в 1967 году.. Эти исследования были продолжены в том числе и отечественными учёными. 
В 1970-е годы В.Г. Жадану удалось получить основные результаты и разработать общий подход к построению методов внутренней точки для решения задач линейного и нелинейного программирования, основанный на преобразовании пространств; предложить барьерно-проективные и барьерно-ньютоновские численные методы.
В западной литературе утверждается, что метод внутренней точки был впервые предложен Джоном фон Нейманом и в первоначальном виде не обладал полиномиальной сложностью, как и не был эффективным. На практике он даже уступал симплекс-методу, также не обладавшему полиномиальной сложностью. Однако в 1984 году предложенный индийским математиком Нарендра Кармаркаром алгоритм линейного программирования демонстрировал полиномиальное время даже превосходил симплекс-метод.
Согласно методам внутренней точки (иначе называемым методами барьерных функции), исходную для поиска точку можно выбирать только внутри допустимой области.
Выбор начальной точки поиска осуществляется в зависимости от формулировки задачи. При отсутствии ограничений или их преобразовании к функциям штрафа с внешней точкой начальная точка выбирается произвольно. При наличии ограничений или их преобразовании к функциям штрафа с внутренней точкой начальная точка выбирается внутри допустимой области
При этом множество точек делится на допустимые и недопустимые в зависимости от ограничений . В свою очередь множество допустимых точек в зависимости от ограничений также делится на граничные и внутренние.

## Логарифмический барьер и центральный путь
Истоки алгоритмов центрального пути восходят к идее К.Фриша включения в целевую функцию штрафных слагаемых в виде логарифмаограничений-неравенств с параметром, монотонно уменьшающимся до нуля.
Появление алгоритма Кармаркара [51] подтолкнуло исследователей к активному применению функций логарифмического барьера в задачах линейного программирования. 

## Барьерный метод
Метод Кармакара аналогичен логарифмически-барьерному методу.

## Фаза 1
Для запуска метода барьеров необходимо указать начальную внутреннюю точку, т.е. такую точку x, для которой fi(x) < 0 ∀i. В общем случае поиск внутренней точки x может оказаться нетривиальной задачей. Методы решения этой задачи получили название методов первой фазы. 
К ним относят метод барьеров и прямо-двойственный метод ньютона.